# Севикли Хајтс (Пенсилванија)
Севикли Хајтс (енгл. Sewickley Heights) град је у америчкој савезној држави Пенсилванија.

## Демографија
По попису из 2010. године број становника је 810, што је 171 (-17,4%) становника мање него 2000. године.
| Група             | 2000.       | 2010.       |
| Белци             | 953 (97,1%) | 779 (96,2%) |
| Афроамериканци    | 9 (0,9%)    | 5 (0,6%)    |
| Азијати           | 6 (0,6%)    | 7 (0,9%)    |
| Хиспаноамериканци | 3 (0,3%)    | 13 (1,6%)   |
| Укупно            | 981         | 810         |